# Екваторијална Гвинеја на Светском првенству у атлетици на отвореном 2019.
Екваторијална Гвинеја је учествовала на 17. Светском првенству у атлетици на отвореном 2019. одржаном у Дохи од 27. септембра до 6. октобра петнаести пут. Репрезентацију Екваторијалне Гвинеје представљао је 1 такмичар који се такмичио у трци на 800 метара.,
На овом првенству такмичар Екваторијалне Гвинеје није освојио ниједну медаљу нити је остварио неки резултат.

## Учесници
Мушкарци:
- Бењамин Ензема — 800 м

## Резултати

### Мушкарци
| Атлетичар      | Дисциплина | Лични рекорд | Квалификације | Квалификације | Полуфинале           | Полуфинале           | Финале               | Финале       | Детаљи |
| Атлетичар      | Дисциплина | Лични рекорд | Резултат      | Место         | Резултат             | Место                | Резултат             | Место        | Детаљи |
| -------------- | ---------- | ------------ | ------------- | ------------- | -------------------- | -------------------- | -------------------- | ------------ | ------ |
| Бењамин Ензема | 800 м      | 1:51,54      | 1:51,69 ЛРС   | 8. у гр. 5    | Није се квалификовао | Није се квалификовао | Није се квалификовао | 41 / 44 (46) |        |